# HK Dukla Michalovce
HK Dukla Michalovce – słowacki klub hokejowy z siedzibą w Michalovcach.

## Nazwy
- VTJ Michalovce (1974–1977)
- HC Dukla Trenčín B (1977–1978)
- VTJ MEZ Michalovce (1978–1991)
- HC VTJ MEZ Michalovce (1991–2000)
- HK Dukla Michalovce (2000–)
  - HK Dukla Ingema Michalovce (2017–)

## Sukcesy
- Mistrzostwo 2. ligi słowackiej: 1977, 1981, 1983
- Mistrzostwo 1. ligi słowackiej: 1986, 2018, 2019
- Wicemistrzostwo 1. ligi słowackiej: 2014
- Finał Pucharu Tatrzańskiego: 2019, 2020[1]
- Brązowy medal mistrzostw Słowacji: 2021

W sezonie 2020/2021 drużyna Dukli zdobyła historycznie pierwszy medal (brązowy) mistrzostw Słowacji.

## Zawodnicy i trenerzy
Trenerem w klubie był Milan Staš. W 2017 po raz trzeci trenerem Dukli został Miroslav Ihnačák. W październiku 2017 zastąpił go Miroslav Chudý. Jego następcą 18 listopada został Tomasz Valtonen. Odszedł on z posady w kwietniu 2022. W kwietniu 2022 nowym szkoleniowcem został ogłoszony Kanadyjczyk Tom Coolen. Został on zwolniony na początku listopada 2022.